# Маркетти, Филиппо
Фили́ппо Марке́тти (итал. Filippo Marchetti);  26 февраля 1831, Болоньола, Марке — 18 января 1902, Рим — итальянский оперный композитор.

## Биография
Учился в Неаполе. С огромным успехом дебютировал в 1856 году в Турине оперой «Gentile de Varano», затем с ограниченным успехом был учителем пения и музыки в Риме, пока не выпустил свои оперы «Puria» и «Ромео и Джульетта», премьера последней состоялась в 1865 году в Турине и она способствовала популяризации имени Маркетти. В 1869 году дана в Милане, в театре «Ла Скала», наиболее удачная из опер композитора, «Рюи-Блаз», поставленная в семидесятых годах в Санкт-Петербурге на сцене Императорской итальянской оперы. Было отмечено, что «это одна из первых итальянских опер, показывающая влияние французской большой оперы до некоторой степени в ответ на их французский источник». Опера была поставлена в 20 веке. Также он написал оперы «Gustaw-Wasa», «Amore alla prova», «Giovanna d’Austria» и много мелких вокальных сочинений.
Произведения Маркетти ставились в муниципальном театре Камерино, в конференц-зале и в библиотеке Болоньолы. В муниципальной ратуше Болоньолы также действует постоянная выставка, посвящённая композитору. Маркетти руководил консерваторией имени Святой Цецилии, пока его не сменил на этом посту Станислао Фальки. Также Маркетти был председателем жюри конкурса Sonzogno, где в 1890 году был награждён Пьетро Маскань за оперу «Сельская честь».

## Основные работы
- февраль 1856, Турин: «Gentile da Varano»
- 27 ноября 1856, Турин: «La demente»
- 1859: «Il paria»
- 25 октября 1865, Триест: «Ромео и Джульетта»; revised 1872 and 1876. It is available on CD with Daolio, Portoghese, Coletta, Cassi, and Dolari, under Yurkevych on Dynamic CDS 501/1-2.
- 3 апреля 1869, Милан: «Ruy Blas». Available on CD, but badly cut with Theodossiou, Marini, Malagnini, Gazale, Moncini, under Lipton on Bongiovanni GB 2237/38-2.
- 7 февраля 1875, Милан: «Gustavo Wasa»
- 11 марта 1880, Турин: «Don Giovanni d'Austria»

## Записи
- «Ромео и Джульетта». С Daolio, Portoghese, Coletta, Cassi, and Dolari. Cond:  Yurkevych. Audio CD: Dynamic, Cat: CDS 501/1-2.
- «Ruy Blas» с Theodossiou, Marini, Malagnini, Gazale, Moncini. Cond: Lipton. Audio CD:  Bongiovanni, Cat: GB 2237/38-2.